# Archiwum Państwowe w Kielcach
Archiwum Państwowe w Kielcach – zostało utworzone 7 lutego 1919 roku.

## Historia
Początki istnienia archiwum w Kielcach, są związane z wcześniejszymi archiwami od XVIII do początków XX wieku. 
Archiwa w Królestwie Polskim.
- Archiwum Trybunału Cywilnego i Instancji (utworzone w 1810; działało w latach 1818-1876).
- Archiwum Komisarza Obwodu (1816-1837).
- Archiwum Komisji Województwa Krakowskiego (1817-1837).
- Archiwum Rządu Gubernialnego Krakowskiego w Gubernii krakowskiej (1837-1841).
- Archiwum Rządu Gubernialnego Kieleckiego w Gubernii kieleckiej (1841-1844).

Na mocy ukazu z 19/31 grudnia 1866 roku utworzono: Archiwum Rządu Gubernialnego Kieleckiego i Archiwum Kieleckiego Urzędu Powiatowego, które istniały w latach 1867-1915.
Archiwum Państwowe w Kielcach.
7 lutego 1919 roku został powołany Wydział Archiwów Państwowych w Ministerstwie Wyznań Religijnych i Oświecenia Publicznego, w którego skład wchodziły archiwa w Warszawie: Archiwum Główne Akt Dawnych, Archiwum Akt Dawnych, Archiwum Skarbowe, Archiwum Wojskowe (obecnie Archiwum Akt Nowych), Archiwum Oświecenia Publicznego, oraz archiwa w: Grodnie, Lwowie, Krakowie, Lublinie, Łomży, Piotrkowie Trybunalskim, Płocku, Radomiu, Kaliszu, Suwałkach, Kielcach.
Udokumentowana działalność archiwum rozpoczęła się w 1923 roku, na początku były trudności lokalowe. Najpierw zabezpieczono akta z powiatów: jędrzejowskiego, kieleckiego, miechowskiego, olkuskiego, pińczowskiego, stopnickiego i włoszczowskiego. W okresie międzywojennym siedziba archiwum mieściła się w Urzędzie Wojewódzkim, a następnie w budynku przy ulicy Mickiewicza. W latach 1923–1939 były prowadzone prace porządkowo-ewidencyjne. W latach okupacji archiwum działało przy Rządzie Generalnego Gubernatora (część akt zostało wywiezione do Katowic i Rzeszy).
Na mocy rozporządzenia Ministra Oświaty z 1950 roku utworzono archiwa w: Sandomierzu (1950), Starachowicach (1950), Końskich (1951), Opocznie, Pińczowie (1952) i Jędrzejowie (1952). W latach 1950–1952 archiwum Kieleckiemu, zostało podporządkowane Archiwum w Radomiu, (w latach 1952-1975 przekształcone na Oddział Terenowy). W następnych latach zlikwidowano archiwa w: Opocznie (1952) i Końskich (1975). W 1955 roku archiwum zostało przeniesione do odbudowanego i zaadaptowanego budynku dawnej synagogi, przy ulicy Rewolucji Październikowej (później ul. Warszawskiej) 17. W 1983 roku nastąpiła zmiana nazwy z Wojewódzkiego Archiwum Państwowego na Archiwum Państwowe w Kielcach. W 2010 roku rozpoczęła się przeprowadzka do nowej siedziby przy ul. J. Kusocińskiego 57.
Kierownicy i dyrektorzy, archiwum państwowego w Kielcach.
1923–1927 Zenon Żurakowski, Lucjan Głazek, Czesław Milewski.
1927–1935 Ludwik Bazylewski.
1935–1945 Ferdynand Krone, Franciszek Paprocki, Franciszek Mozarski, Antoni Rybarski.
1945–1950 Marian Witkowski.
1950–1951 Władysław Prowdzik.
1951–1952 Jan Pazdur.
1952–1963 Stanisław Sterzeń.
1963–1964 Jan Naumiak.
1964–1982 Stanisław Marcinkowski.
1983–2009 Elwira Szczepaniak.
2009–2011 Rafał Chałoński.
2011– nadal Wiesława Rutkowska.
Oddział w Sandomierzu.
Archiwum w Sandomierzu rozpoczęło działalność 1 grudnia 1950 roku jako, Oddział Powiatowy Wojewódzkiego Archiwum Państwowego w Kielcach. Na mocy dekretu o archiwach państwowych z 29 marca 1951 roku, archiwum w zostało przekształcone na Powiatowe Archiwum Państwowe w Sandomierzu. Archiwum przydzielono teren powiatów sandomierskiego i opatowskiego, a od 1954 roku powiatu staszowskiego. 1 września 1953 roku powołano Powiatowe Archiwum Państwowe w Tarnobrzegu (podporządkowane Wojewódzkiemu Archiwum Państwowemu w Rzeszowie z siedzibą w Przemyślu), któremu przydzielono powiaty tarnobrzeski, niżański (od 1973 roku Stalowowolski) i mielecki. W 1965 roku archiwum w Sandomierzu przekształcono w Oddział Terenowy Wojewódzkiego Archiwum Państwowego w Kielcach. 21 stycznia 1976 roku powstało Wojewódzkie Archiwum Państwowe w Tarnobrzegu z siedzibą w Sandomierzu. W 1984 roku archiwum w Sandomierzu podporządkowano Archiwum Państwowemu w Kielcach, które działa na terenie dawnego Województwa tarnobrzeskiego.